# Claudia Minzloff
Claudia Minzloff, auch Claudia Minzloff-Thurner, (* 30. März 1953 in Deutschland) ist eine deutsche Filmeditorin.

## Leben und Wirken
Die Großnichte des Filmarchitekten Hans Minzloff, und Tochter des Kameramanns, Dokumentarfilmregisseurs und Kulturfilmproduzenten Hans L. Minzloff (1908–1998), stieß über ihren Vater zum Film und erhielt in den 1970er Jahren in München eine Ausbildung im Filmschnitt. In den frühen 1980er Jahren assistierte sie unter anderem bei den Kinofilmen Die wilden Fünfziger (1982) und Die zwei Gesichter des Januar (1984). Seit 1985 schnitt Claudia Minzloff überwiegend Fernsehfilme, die zunächst von der Bavaria-Film, später auch von anderen Firmen produziert wurden. Bereits zu dieser Zeit arbeitete sie mit wichtigen Regisseuren wie Reinhard Schwabenitzky, Hajo Gies, Carlo Rola, Hans Noever, Franz Peter Wirth und Klaus Emmerich zusammen. Im neuen Jahrtausend wurde Claudia Minzloff verstärkt für Fernsehserien herangezogen; sie arbeitete dort auch an den beiden bayerischen Dauerbrennern Die Rosenheim-Cops und SOKO München.

## Filmografie
Schnitt bei Fernsehproduktionen, wenn nicht anders angegeben
- 1985: Reschkes großer Dreh (Serie)
- 1986: Tatort: Gebrochene Blüten (UA: 1988)
- 1987: Reporter(Serie, UA: 1989)
- 1988: Mission Eureka (Pilotfilm)
- 1989: Tatort: Katjas Schweigen
- 1989, 1991: Der Unschuldsengel (zwei Teile)
- 1990: Das zweite Leben
- 1991: Pizza Colonia (Kinofilm)
- 1992: Das Sahara-Projekt
- 1993: Frankenberg (Serie, UA: 1994–95)
- 1995: Adieu, mon ami
- 1997: Zwei Brüder (Serie. Folge: Nervenkrieg)
- 1998: Blutiger Ernst
- 1998: Die Unbestechliche (Serie)
- 2000: Utta Danella – Der schwarze Spiegel
- 2001: Eine Liebe auf Mallorca 3
- 2005: Deutschmänner
- 2009–2010: Die Rosenheim-Cops (Serie)
- 2014: Dr. Klein (vier Folgen der Serie)
- 2001–2020: SOKO München (Serie)